# 微軟專員
微軟認證專員 (Microsoft Specialist) 是一個特殊的認證，它雖然也是一個獨立的認證，但是它的存在是給像 MCSD 這樣的認證的基礎需求所設定的，部份微軟合件夥伴的技術能力資格也需要此等級的認證。

## Visual Studio 2012
Visual Studio 2012 系列的 MCSD 認證需要的基礎考試有 C# 和 HTML5 兩種，分別為 70-480 與 70-485 兩科。
```
Exam 70-480: Programming in HTML5 with JavaScript and CSS3
Exam 70-485: Programming C#

```

## Office 365 for Small Business
針對中小企業的 Office 365 認證考試，為 Microsoft Partner: Small Business 夥伴專長認證的資格要求之一。
```
Exam 74-324: Administering Microsoft Office 365 for Small Business

```